# Пакк, Майдо
Майдо Пакк (эст. Maido Pakk; 23 ноября 1989, Пярну) — эстонский футболист, нападающий.

## Биография
Воспитанник клуба «Пярну ЯК». В 2007 году стал лучшим бомбардиром юниорского чемпионата Эстонии с 32 голами в 24 турах. На старте взрослой карьеры играл за клубы низших лиг «Калев» (Пярну) и «Пярну Патальони». В 2008 году перешёл в «Вапрус», в его составе дебютировал в высшей лиге Эстонии 8 марта 2008 года в игре против ТФМК, заменив на 60-й минуте Евгения Новикова. Свой первый гол в высшей лиге забил 19 апреля 2008 года в ворота таллинского «Калева». Всего в первом сезоне провёл 35 матчей и забил 6 голов в высшей лиге. В первой половине 2009 года продолжал играть за «Вапрус» в первой лиге. В Кубке Эстонии 2008/09 провёл два матча за «Вапрус» будучи дисквалифицированным после получения красной карточки, из-за чего его клуб был исключён из розыгрыша.
Летом 2009 года перебрался в Финляндию, где представлял клубы «АС Каяани», «Хака», «Валкеакоскен Коскенпоят», «ПоПа», также был на просмотре в СИК. В составе «Хаки» сыграл единственный матч в высшем дивизионе Финляндии 4 октября 2009 года против «Яро», заменив на 90-й минуте Калле Мултанена. В составе «ПоПа» провёл два матча во втором дивизионе. В межсезонье 2009/10 пропустил несколько месяцев из-за травмы колена.
В 2012 году присоединился к клубу высшей лиги Эстонии «Таммека» (Тарту), провёл за сезон 17 матчей и забил один гол. В этот период играл на позиции правого защитника. В начале следующего сезона оставался в клубе, однако не выходил на поле, а в апреле 2013 года объявил об окончании профессиональной карьеры из-за хронической травмы колена. В середине 2010-х годов играл на любительском уровне за клуб пятого дивизиона Норвегии «Балестранн».
Всего в высшем дивизионе Эстонии сыграл 52 матча и забил 7 голов.